# Reli Norveška
Reli Norveška je norveška reli utrka koja se od 2007.g. nalazi u kalendaru Svjetskog prvenstva u reliju i jedina je uz Reli Švedska koja se odvija na snijegu i ledu.

## WRC status
FIA je 5. srpnja 2006.g. na sastanku u Parizu odlučila da će Reli Norveška biti uključen u svjetsko prventvo (dobio WRC-status). Prvo za jednu sezonu s mogućnošću produživanja na dodatne tri godine.
Prvi WRC-reli na norveškom snijegu održan je 15. – 18. veljače 2007. Pobijedio je Mikko Hirvonen, ispred Marcus Grönholma, Henning Solberga i Petter Solberga.

### Pobjednici po godinama
| 2007. | Mikko Hirvonen | Ford Focus RS WRC 06 |             |             |
| 2008. | Nije održan    | Nije održan          | Nije održan | Nije održan |
| 2009. | Sébastien Loeb | Citroën C4 WRC       |             |             |